# ディビア・スリヤデバラ
ディビア・スリヤデバラ（英: Dhivya Suryadevara）は、アメリカ合衆国の実業家。2018年からはゼネラルモーターズ初の女性最高財務責任者（CFO）を務める。

## 経歴
インドのチェンナイ生まれ。マドラス大学を卒業後、アメリカへ渡りハーバード大学で経営学修士号（MBA）を取得。2005年にGMに入社してからは財務部門を歩んだ。2017年7月には財務担当副社長に就任。同年に行われたドイツ子会社のオペル売却や、日本のソフトバンクから自動運転技術開発子会社への出資を引き出す際に重要な役割を果たした。さらに2018年9月1日付でCFOに昇格。GMにとって39歳のCFO就任は二番目の若さでの記録であり、女性としては初。。